# Орден Мистецтв та літератури
Орден Мисте́цтв та літерату́ри (фр. L'Ordre des Arts et des Lettres) — відомча нагорода Франції, що перебуває у віданні Міністерства культури Франції. Нерідко використовується інший варіант перекладу назви нагороди: Орден Мисте́цтв та (витонченої) слове́сності.

## Історія
Орден Мистецтв та літератури — одна з чотирьох відомчих нагород (орден Академічних пальм, орден Сільськогосподарських заслуг і орден Морських заслуг), збережених при орденській реформі 1963 року, що скасувала численні відомчі ордени заслуг на користь одного наново заснованого Національного ордену Заслуг.
Орден був заснований декретом № 57-549 від 2 травня 1957 року з метою винагороди «осіб, що відзначилися своїми досягненнями в художній або літературній області або вкладом, який вони внесли у поширення мистецтва та літератури у Франції і у світі». Рішення про нагородження приймає Міністр культури і комунікацій Франції за сприяння Ради ордену. Рада складається з 8 членів «по праву» (міністр і начальники управлінь і установ Міністерства культури і зв'язку) і 8 членів, що призначаються на 3 роки міністром (1 член Ради ордену Почесного легіону і 7 заслужених діячів культури і комунікацій).
У статут ордену кілька разів вносилися зміни, в основному щодо складу Ради ордену і розмірів щорічних квот на число нагороджень. Остання зміна відбулася 4 січня 2012 року (декрет № 2012-19).

## Ступені ордену
Орден Мистецтв і літератури складається з трьох ступенів:
 Командор (фр. Commandeur) — знак на стрічці, що носиться на шиї; найвищий ступінь ордену;
 Офіцер (фр. Officier) — знак на стрічці з розеткою, що носиться на лівій стороні грудей;
 Кавалер (фр. Chevalier) — знак на стрічці, що носиться на лівій стороні грудей.

## Умови нагородження
Нагородження орденом проводяться послідовно, від молодшого ступеня до старшого.
Удостоєні кавалерського ступеня ордену можуть бути особи у віці не молодше 30 років, що користуються громадянськими правами і що мають значні заслуги в області мистецтв і літератури. Нагородження офіцерським ступенем можливо не раніше, як через 5 років після нагородження кавалерським ступенем, а командорським ступенем — не раніше, як через 5 років після нагородження офіцерським ступенем ордену.
При нагородженні старшим ступенем ордену заслуги, вже відмічені молодшим ступенем, не можуть зараховуватися.
При виняткових заслугах кандидата для нагородження вік і термін між нагородженнями можуть бути проігноровані.
Офіцери і командори ордену Почесного легіону можуть представлятися відразу до аналогічного ступеня ордену Мистецтв та літератури. Міністр культури і комунікацій і члени Ради ордену при вступі на посаду отримують командорський ступінь ордену «по праву».
Нагородження проводяться 2 рази в рік — 1 січня і 14 липня. Кандидатські списки складаються в префектурах за місцем проживання кандидатів, після чого передаються до Міністерства культури і комунікацій і після обговорення в Раді ордену затверджуються Міністром.
Престиж ордену завжди підтримувався високими критеріями відбору кандидатів і обмеженим числом нагороджень. Спочатку було встановлено нагороджувати на рік не більше 40 осіб у ступені командора, 100 — у ступені офіцера і 200 — у ступені кавалера. Згодом ці цифри кілька разів переглядали як у бік зменшення, так і в бік збільшення. Нині чинне число можливих нагороджень встановлене декретом № 97-468 від 5 травня 1997 року: 50 — у ступені командора, 140 — у ступені офіцера і 450 — у ступені кавалера.
Іноземці, що постійно мешкають у Франції, можуть бути нагороджені орденом на тих же умовах, що і французькі громадяни. До громадян інших держав, що не мешкають на території Франції, умови віку і терміну між нагородами можуть не застосовуватися. Нагородження іноземців не враховуються в щорічних обмеженнях числа нагороджених. Для нагородження іноземців призначається окремий день.
Депутати представницьких органів влади (парламентських зборів) під час дії їх мандатів не можуть нагороджуватися орденом Мистецтв та літератури.

## Знаки ордену
Знак ордену є восьмикінечним хрестом з роздвоєно-увігнутими променями і з кульками на кінцях. Хрест оформлений візерунком-арабескою і покритий зеленою емаллю. У центрі хреста — покритий білою емаллю медальйон. З лицьового боку медальйона розташована монограма з букв «A» і «L» (Arts — Lettres). По металевому обідку медальйона опуклий напис: «RÉPUBLIQUE FRANÇAISE» (Французька Республіка). На зворотній стороні медальйона зображення голови Маріанни, що символізую собою Францію, і напис по обідку: «ORDRE DES ARTS ET DES LETTRES» (орден Мистецтв та літератури).
Знак через підвіс підвішується до кільця, через яке протягується орденська стрічка. Підвіс кавалерів і офіцерів у вигляді стилізованого зображення плаского вузла, у командорів — у вигляді овального вінка.
Розмір знака кавалерів і офіцерів — 40 мм у діаметрі, командорів — 55 мм.
Знаки кавалерів — срібні, офіцерів — позолочені, і командорів — золоті.
Стрічка ордену зелена, шириною 37 мм, з чотирма вертикальними білими смужками шириною 2,4 мм на відстані 5,5 мм один від одного і від країв. На стрічці офіцера кріпиться розетка, діаметром 27 мм, з такої ж стрічки.
Для повсякденного носіння на цивільному одязі передбачені розетки зі стрічки ордену, а для носіння на мундирах — орденські планки.

## Нагороджені
Серед нагороджених Орденом Мистецтв та літератури:
- Вільям Барроуз
- Жан-Поль Бельмондо
- Девід Бові
- Рей Бредбері
- Вацлав Гавел
- Михайло Горбачов
- Ален Делон
- Умберто Еко
- Шон Коннері
- Емір Кустуріца
- Юрій Любимов
- Рудольф Нурєєв
- Майя Плісецька
- Мстислав Ростропович
- Елізабет Тейлор
- Стіві Вандер
- Дастін Гоффман
- Жан Рено
- Брюс Вілліс
- Леонардо ді Капріо
- Серж Лифар
- Філіп Жарускі
- Тадао Андо
- Крістіан Мійо
- Владислав Троїцький
- Серж Лютанс
- Анатоль Перепадя